# Рыжики (Черниговская область)
Ры́жики (укр. Ри́жики) — село Черниговского района Черниговской области Украины. Население 117 человек.
Код КОАТУУ: 7425589302. Почтовый индекс: 15510. Телефонный код: +380 462.

## Власть
Орган местного самоуправления — Хмельницкий сельский совет. Почтовый адрес: 15510, Черниговская обл., Черниговский р-н, с. Хмельница, ул. Широкая, 1, тел. 68-76-31, 69-71-22, факс 687-631.